# Sericochroa
Sericochroa är ett släkte av fjärilar. Sericochroa ingår i familjen tandspinnare.

## Bildgalleri

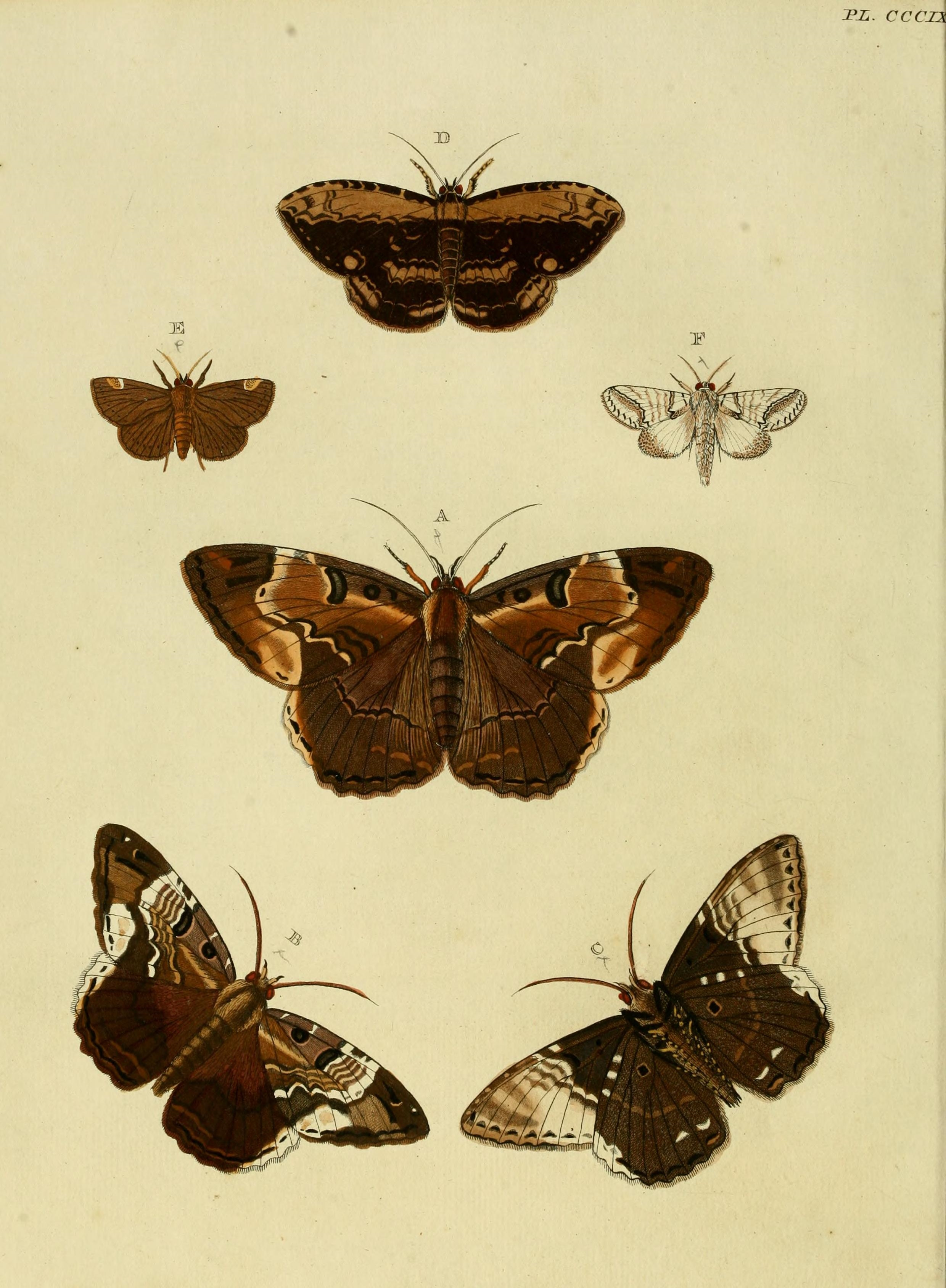

## Dottertaxa tillSericochroa, i alfabetisk ordning[1]
- Sericochroa albidula
- Sericochroa arecosa
- Sericochroa arimata
- Sericochroa broma
- Sericochroa cacobule
- Sericochroa celsa
- Sericochroa ceruroides
- Sericochroa chorista
- Sericochroa collema
- Sericochroa comana
- Sericochroa costaricensis
- Sericochroa crassa
- Sericochroa cucullioides
- Sericochroa dentifera
- Sericochroa distinguenda
- Sericochroa elegantissima
- Sericochroa emeteria
- Sericochroa felderi
- Sericochroa finiana
- Sericochroa fitilla
- Sericochroa flavodiscata
- Sericochroa guianensis
- Sericochroa hibrida
- Sericochroa hollandi
- Sericochroa hymen
- Sericochroa infanta
- Sericochroa larca
- Sericochroa lauta
- Sericochroa lautina
- Sericochroa lemoulti
- Sericochroa lignosa
- Sericochroa lioneli
- Sericochroa luculenta
- Sericochroa malocampoides
- Sericochroa marcidana
- Sericochroa mayeri
- Sericochroa modulata
- Sericochroa multifida
- Sericochroa nitida
- Sericochroa ocreata
- Sericochroa paragorna
- Sericochroa perilleus
- Sericochroa pernuda
- Sericochroa pigritia
- Sericochroa politia
- Sericochroa praelauta
- Sericochroa reticulata
- Sericochroa rogenhoferi
- Sericochroa rothschildi
- Sericochroa rubiginosa
- Sericochroa sericana
- Sericochroa serra
- Sericochroa stricula
- Sericochroa tenuis
- Sericochroa torresi
- Sericochroa ulrica
- Sericochroa varona
- Sericochroa velha